# Liga socijaldemokrata Vojvodine
Liga socijaldemokrata Vojvodine (LSV) je politička stranka u Srbiji. Osnovana je 14. srpnja 1990. godine u Novom Sadu. Njezin trenutni predsjednik je Bojan Kostreš. Sjedište je u Novom Sadu. 
Pripada lijevom centru političkog spektra. 1990-ih je bila poznata po zalaganju za veću autonomiju i veća prava Vojvodine u Srbiji (Vojvodina nije krava muzara, sačuvajmo naše pare). Oštro se suprotstavila Miloševiću (Nećemo se seliti, nećemo se deliti, Vojvodina Vojvođanima).
LSV je kad je osnovala svoje ogranak u Subotici privukla i dio zajednice vojvođanskih Hrvata, tako da su prvotni članovi većinom bili subotički Hrvati. Poštovanje višenacionalne realnosti grada Subotice koji je promovirao LSV, bogatstvo kulture toga grada, govor tolerancije stvorilo je podlogu za takvo opredjeljenje tih Hrvata. Ogranak ove male stranke je rujna 1991. imao 45 članova, od čega su 30 njih istovremeno bili članovi mladeži DSHV. Prvo rukovodstvo subotičkog ogranka imalo je Hrvate na visokim funkcijama. 1992. – 1999. za Miloševićeva režima i njegovih štićenika radikala stranka je djelovala u teškim uvjetima: kad se za napad na Hrvatsku nasilno mobiliziralo Hrvate i Mađare, privodilo i otpuštalo nepodobne, kad je postojao sveopći strah bavljenjem politikom ili ikakvim javnim radom. Dio članstva se priklonio opcijama svojih nacionalnih zajednica (DSHV, DZVM, SVM). Kad se 1999. godine formirala koalicija DOS, uslijedio je masovniji priljev novog mladog članstva.
Bila je dijelom vladajuće koalicije u skupštini AP Vojvodine. U Skupštini Srbije ima četiri zastupnika čija je mjesta stekla koalicijom s LDP, Građanskim savezom Srbije i SDU. Na izborima 2008. nastupila je u sastavu koalicije Za europsku Srbiju (Za evropsku Srbiju) zajedno s Demokratskom strankom, G17+, Sandžačkom demokratskom partijom i Srpskom listom za Kosovo i Metohiju. Koalicija je ušla u krizu nakon što se Kosovo osamostalilo. U koaliciji je bio Srpski pokret obnove koji je istupio iz koalicije 2011. godine.
Poznatiji dužnosnci stranke su Nenad Čanak, Bojan Kostreš, Aleksandar Marton i Maja Sedlarević.

## Vanjske poveznice
- (srp.) Službene stranice